# ПАК біля Джангульського зсувного узбережжя
Прибережний аквальний комплекс біля Джангульського зсувного узбережжя — гідрологічна пам'ятка природи місцевого значення, розташована неподалік від села Оленівка Чорноморського району АР Крим. Створена відповідно до Постанови ВР АРК № 97 від 22 грудня 1972 року.

## Загальні відомості
Землекористувачем пам'ятки є Оленівська сільська рада, площа — 180 гектарів. Розташована неподалік від села Оленівка Чорноморського району.
Охоронна зона пам'ятки природи «Прибережний аквальний комплекс біля Джангульського зсувного узбережжя» встановлена з метою захисту особливо охоронюваної природної території від несприятливих антропогенних впливів.

## Опис
Найбільший зсувний масив розташований біля Тернівської балки: його довжина — близько 500 метрів, ширина — 200 метрів. Майже п'ять кілометрів узбережжя це химерне хаотичне нагромадження кам'яних брил. Джангульське урочище — наочно ілюструє сучасний зсувний розвиток узбережжя, активну абразивну діяльність моря. Узбережжя тягнеться уздовж вапнякового обриву ступенями, утвореними зсувами та повитими плющем. Берегову лінію прикрашають 30-40 метрові кам'яні брили, що нагадують зруйновані стіни і башти замків, химерних тварин, є на Джагнуле і свої сфінкси. Дослідників і мандрівників захоплюють підводні каньйони, які беруть початок у гирлі балок і мають ступеневу будову, численні гроти і печери, такі як: Бурун-Коба, Пляжна, Громихало, Південна, Тріщинна. Найбільша печера — Бурун-Коба: її довжина — 17 м, площа — 75 м², об'єм 110 м³. Головна галерея печери полузатоплена. Глибина її коливається від 0,7 до 3.0 м. Висота склепіння від 1,0 до 2,5 м. Дно галереї вкрито вапняковими брилами заваленого зводу. У шторм відвідування печери дуже небезпечне, оскільки тут виникає сильна течія.
У бухті Печерній, поруч із карстової порожниною Бурун-Коба, розташована печера Громихало. Під час шторму вода, що надходить, як поршнем, стискає повітря в дальній частині підземелля. Прориваючись крізь товщу води до виходу, воно видає дуже гучні звуки. Звідси і назва печери. У південній частині бухти Печерної розташована печера Південна, має довжину 12 м, ширину 2 м, висоту 5,5 м.